# Дятлы-меланерпесы
Дя́тлы-мелане́рпесы, или мелане́рпесы (лат. Melanerpes) — род птиц семейства дятловых, распространённых в Америке в промежутке между южной Канадой и северной Аргентиной, а также на островах Карибского моря. Как правило, это достаточно крупные дятлы размером с дрозда или скворца, с длинным клювом и пёстрым оперением. Биотопы, в которых обитают эти птицы, достаточно разнообразны, однако так или иначе связаны со светлыми ландшафтами и наличием древесной растительности. Несколько видов являются островными эндемиками. Популяции, обитающие на северной периферии ареала — типичные мигранты; во всех остальных случаях дятлы ведут оседлый либо кочующий образ жизни. В рационе преобладают растительные корма, однако многие виды также питаются живущими на деревьях насекомыми. Гнездо устраивают в самостоятельно выдолбленных дуплах подгнивших либо поваленных деревьев, пальм или кактусов. Как минимум 8 видов склонны к формированию социальных групп вне сезона размножения, а некоторые, такие как муравьиный меланерпес, образуют большие стаи. Род насчитывает 23 вида, из которых 2 вида — гваделупский и красноголовый меланерпесы — находятся под охраной Международного союза охраны природы.

## Внешний вид
Размеры, а также расцветка и рисунок оперения достаточно разнообразны. У наиболее мелкого вида — Melanerpes pygmaeus — длина тела составляет всего около 16 см, что сравнимо с размерами малого пёстрого дятла. Многие виды по длине (около 23 см) схожи с большим пёстрым дятлом, а наиболее крупный вид — багамский меланепрес длиной до 32 см — в Старом Свете размерами примерно соответствует зелёному дятлу. У всех видов на ногах 4 пальца — 2 направлены вперёд и 2 назад.

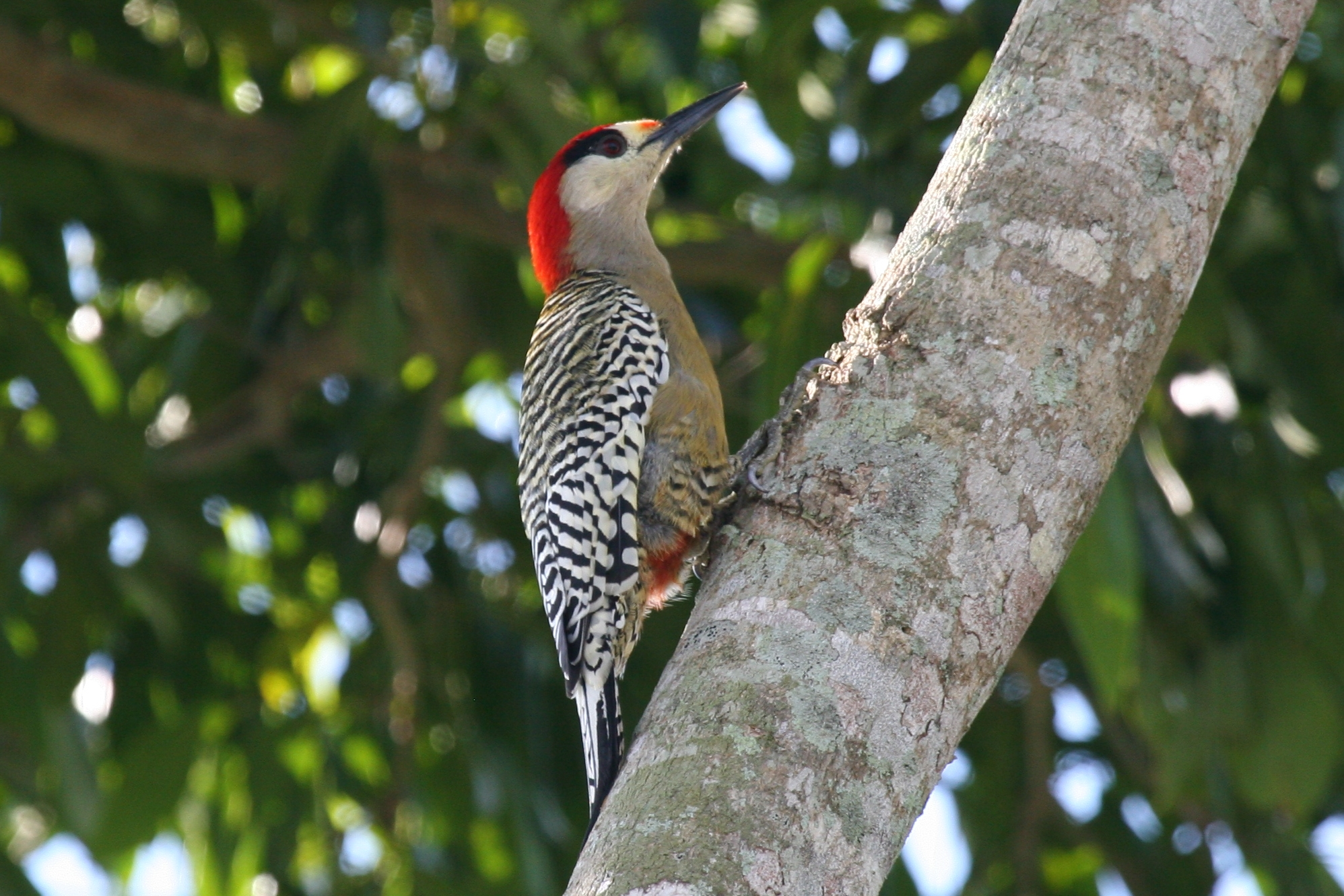
Багамский меланерпес

В окраске часто присутствует контрастное сочетание чёрных, белых, красных, жёлтых и кремовых тонов, иногда на тёмных участках оперения развит синий, зелёный, либо малиновый металлический блеск. В целом различают 2 основных типа окраски.
Для первого типа, к которому можно отнести 12 видов, характерен чёрно-белый (у гаитийского меланерпеса чёрно-жёлтый) пёстрый верх, чаще всего оформленный в виде полосатой лесенки, но иногда и в виде пятен. В зависимости от соотношения цветов оперение со стороны может показаться либо ярким, либо невзрачным. Жёлтый часто развит на плечевых перьях. Нижняя часть туловища, как правило, беловатая; шея и грудь чаще всего жёлтые либо охристые, иногда с тёмными пестринами или пятнами. Возможно присутствие коричневых и розоватых оттенков различной интенсивности. Лицевой диск обычно преимущественно светлый. У взрослых самцов на голове и шее могут быть развиты большие ярко-красные пятна; у самок и молодых птиц эти признаки либо выражены в меньшей степени, либо отсутствуют вовсе. Хвост чёрно-белый, центральные рулевые вытянуты, по форме образуя клин. Клюв достаточно длинный и острый, прямой либо слегка загнут книзу, окрашен в серый цвет. Представители этого типа населяют южную часть Северной, Центральную и Южную Америку к югу до границы ареала.
Вторая группа более разношёрстная. Всех птиц этой группы объединяет отсутствие чёрных участков оперения на голове, благодаря которым род получил своё научное название. Некоторые виды имеют абсолютно индивидуальную, не присущую другим дятлам, расцветку. Так, у красноголового дятла голова, шея и грудь полностью красные, в то время как у белого дятла чёрные крылья выглядят контрастом на остальном белом фоне. У последнего вида к тому же самцы и самки внешних различий не проявляют. Другие виды, таких как гваделупского и краснолицего меланерпесов, характеризуют невзрачные, неконтрастные тона. В общем случае для этой группы характерно сочетание белого и чёрного, при этом на тёмном фоне нередко имеется металлический отлив синего, зелёного или малинового оттенков. Выделяющиеся детали оперения не развиты или развиты очень слабо. Там, где в первой группе дятлов имеются ярко-красные отметины, во второй они представлены тёмными и тусклыми пятнами. Половой диморфизм выражен слабо либо, как в случае с белым дятлом, не проявляется вовсе. У большинства видов из этой группы клюв прямой либо слегка загнут книзу, достаточно широкий в основании и по форме напоминает зубило.
Два вида — златохохлый меланерпес и кактусовый дятел — представлены двумя различными морфами.

## Распространение

### Ареал

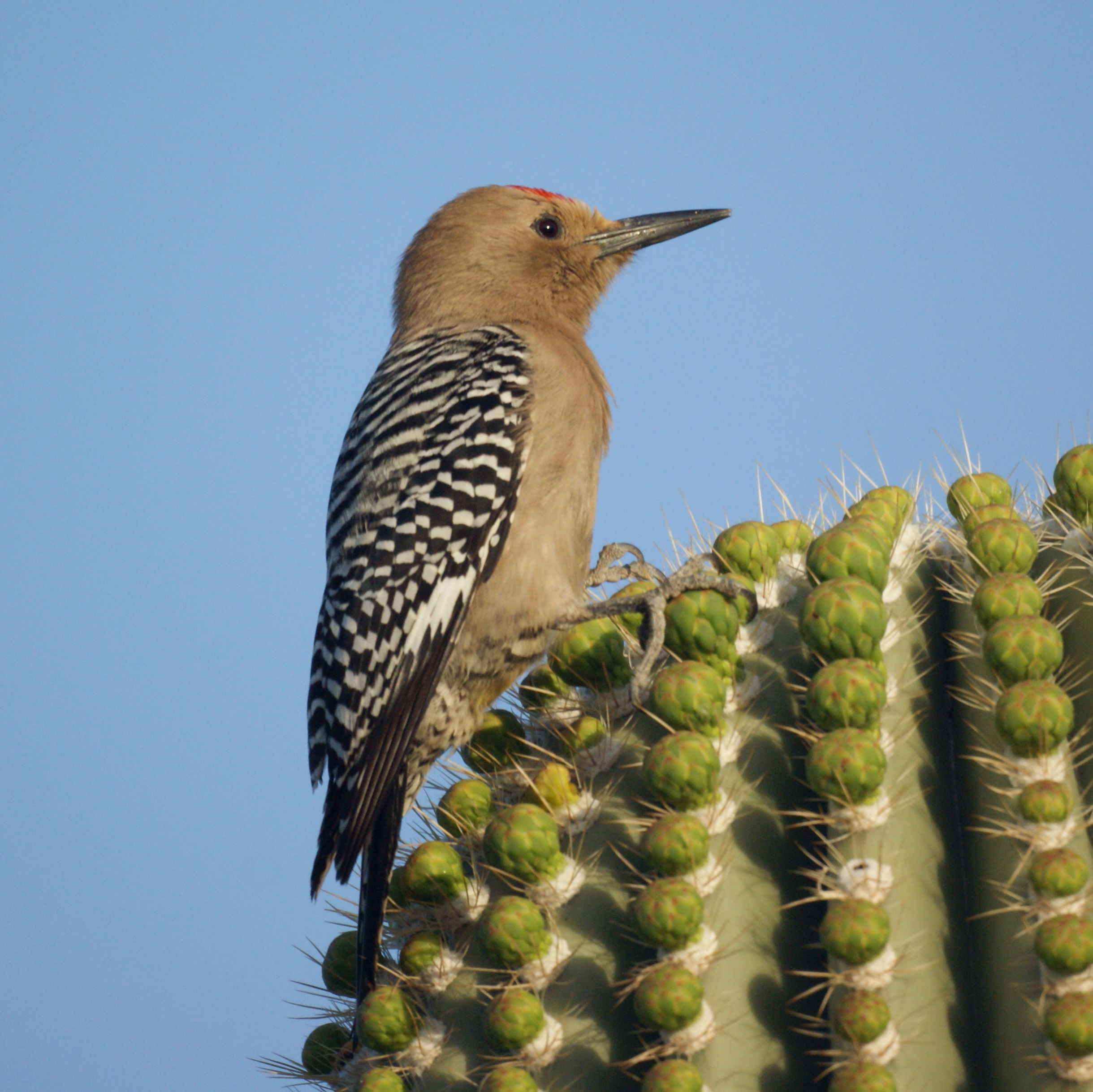
Самец Melanerpes uropygialis на кактусе

Область распространения меланерпесов ограничена Новым Светом — Неарктикой и Неотропикой. За пределами американского континента часть видов обосновалась на некоторых островах Карибского моря. Наиболее северным видом считается красноголовый дятел, северная граница ареала которого проходит вдоль южных границ Канады; южнее всех — в северной Патагонии — обитают белый и кактусовый дятлы. Наибольшее биоразнообразие — 14 видов — отмечено на сравнительно небольшой территории Центральной Америки и Антильских островов — островными эндемиками считаются гваделупский (Гваделупа), пуэрто-риканский (Пуэрто-Рико), ямайский (Ямайке) и гаитийский (Гаити) меланерпесы. Багамский меланерпес распространён на Багамских, Каймановых островах и Кубе. Небольшие, зачастую фрагментированные, ареалы у юкатанского вида Melanerpes pygmaeus, обитателей центральной и юго-западной Мексики серогорлого и краснощёкого меланерпесов, вида из Гондураса и Коста-Рики Melanerpes hoffmannii. В той-же Коста-Рике, а также в Панаме обитает масковый меланерпес, на крохотной территории в Колумбии — ранее считавшийся подвидом маскового меланерпеса вид Melanerpes pulcher.

### Места обитания
Места обитания меланерпесов весьма разнообразны, однако всегда связаны с деревьями либо в одном случае также с кактусовой растительностью. Большинство видов отдаёт предпочтение открытым пространствам, лесным опушкам, полянам, вырубкам, гарям. Зависимость от определённых пород деревьев отмечена лишь у отдельных видов — так, муравьиный меланерпес встречается лишь в дубовых рощах. Для многих дятлов важную роль играет наличие достаточно большого количества больных либо погибших деревьев. Биотопы варьируют от очень влажных вроде мангровых зарослей и затапливаемых морских побережий до засушливых степей с гигантскими кактусами сагуаро и кустарниковых саванн Гран-Чако. Как правило, меланерпесы легко адаптируются и в пределах относительно небольшой территории занимают разнообразные ландшафты, что в частности характерно для островных эндемиков. Дятлы терпимо относятся к присутствию человека селятся в пределах населённых пунктов, на фермах, в садах. Многие виды охотно посещают птичьи кормушки.
Меланерперсы встречаются на высотах от уровня моря до верхней границы древесной растительности. Муравьиные меланерпесы отмечены в Колумбии на высоте 3500 м над уровнем моря.

## Питание

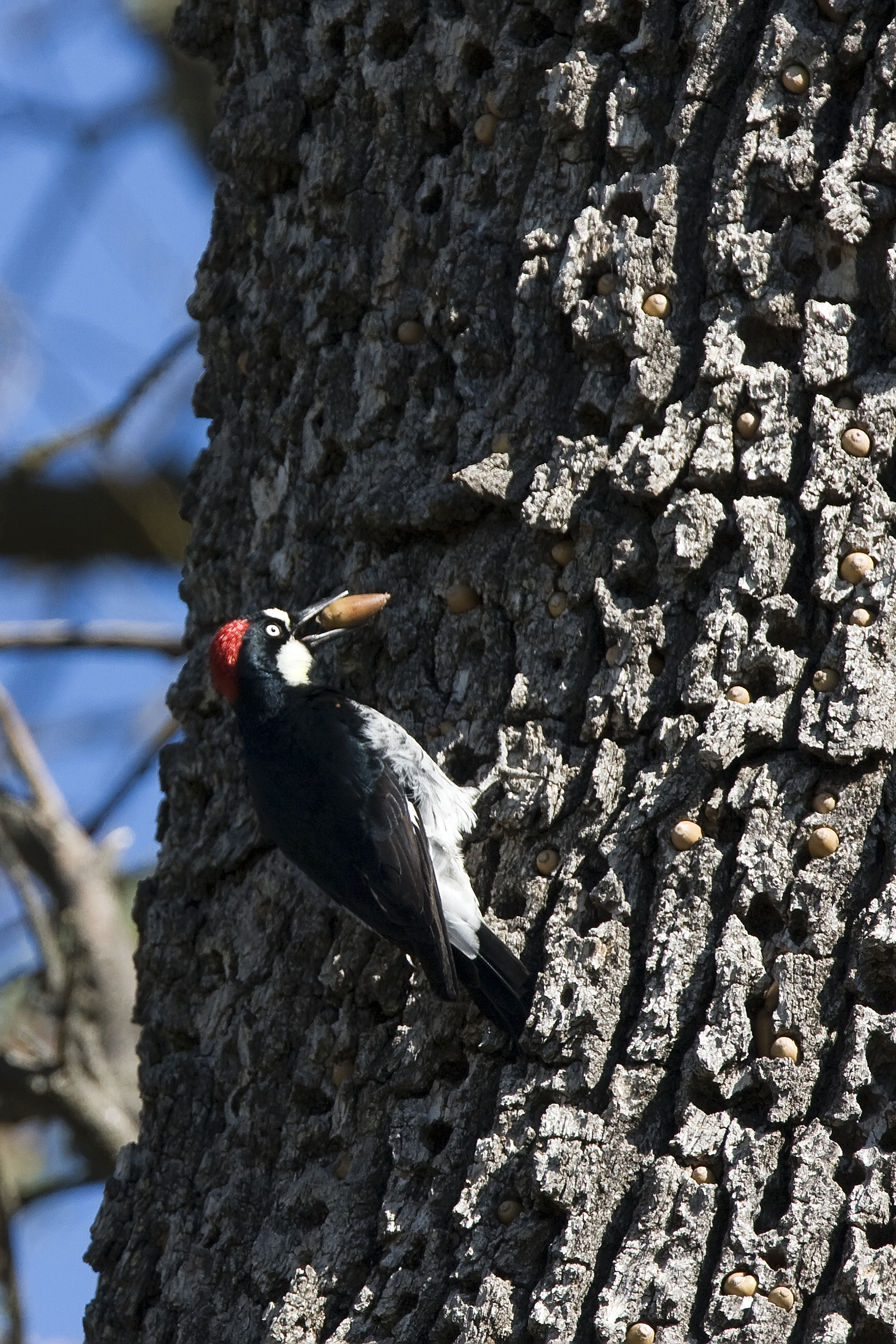
Самка муравьиного меланерпеса на стволе дуба

Все виды меланерпесов употребляют в пишу как растительные, так и животные корма, однако соотношение между этими двумя группами может быть различно как среди дятлов разных видов, так и внутри конкретного вида в зависимости от сезона. Последнее больше характерно для дятлов, распространённых на северной и южной периферии ареала с умеренным климатом, в то время как в тропиках такое различие сглажено либо отсутствует. Как правило, меланерпесы одинаково охотно поедают и растительную, и животную пищу — это в большой степени относится к красноголовому дятлу и к виду Melanerpes uropygialis. В отдельных случаях питание ограничено более узким набором кормов — например, муравьиный и белый меланерпесы кормятся исключительно желудями и семенами. Преимущественно растительноядным также считается желтолицый меланерпес.
Рацион животных кормов в основном состоит из насекомых — муравьёв, термитов, жуков (в том числе личинок ксилофагов), гусениц, кузнечиков, сверчков и мелких видов тли. У некоторых видов, как у красноголового меланерпеса, определённую роль играют летающие насекомые, особенно в сезон размножения. В меньшей степени употребляют в пищу других беспозвоночных — пауков, двупароногих многоножек и улиток, изредка мелких ящериц и млекопитающих. При случае дятлы разоряют гнёзда других птиц, поедая яйца и птенцов.
Растительная пища также достаточно разнообразна. Дятлы питаются различными фруктами, ягодами, орехами, древесным соком и цветковым нектаром. Некоторые виды, такие как красноголовый, белый и гаитийский меланерпесы, нередко кормятся на сельскохозяйственных плантациях миндаля, кукурузы и какао, нанося существенный ущерб выращенному урожаю. В зимнее время птицы посещают кормушки, где подбирают семечки и орехи, а также пьют подслащенную воду.
Корм чаще всего добывают высоко в кроне деревьев. Некоторые виды, как например uropygialis и краснолицый меланерпес, могут находить его и на поверхности земли, обследуя муравьиные и термитные кучи, и обшкуривая гнилые древесные пеньки. Тем не менее, ни один вид не является исключительно земляным. Несколько меланерпесов, таких как ямайский, ведут преимущественно древесный образ жизни.

## Размножение

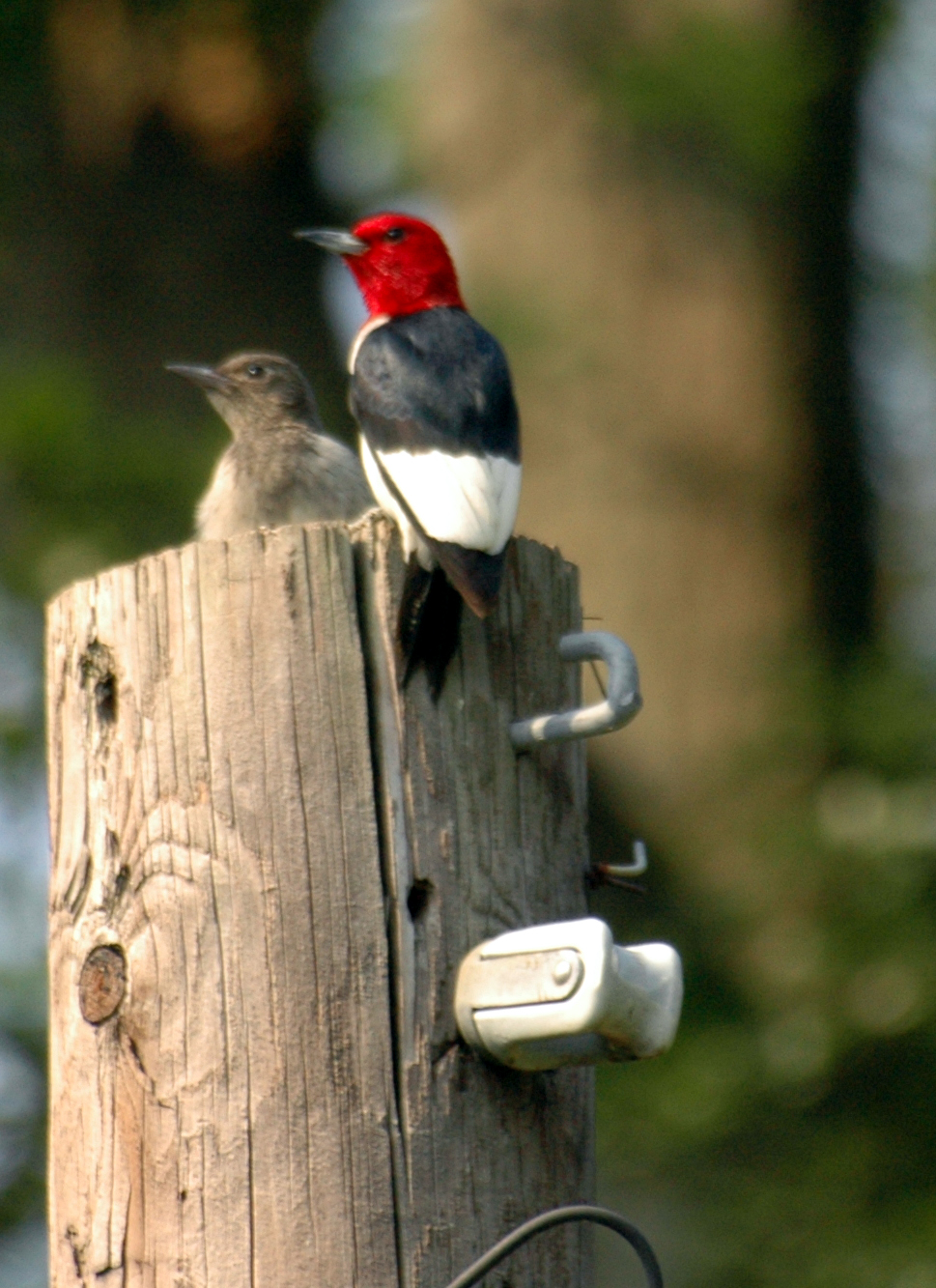
Пара красноголовых дятлов на телеграфном столбе

Все без исключения меланерпесы селятся в дуплах, которые самостоятельно выдалбливают или выщипывают, чаще всего в подгнившей древесине. Островные виды устраивают гнёзда в пальмах, а дятлы, населяющие пустынные или полупустынные ландшафты, вместо деревьев используют крупные кактусы. Иногда в открытой местности меланерпесы долбят деревянные постройки — стены домов, телеграфные столбы и т. п. Часто в обустройстве дупла принимают участие самец и самка, иногда только самец, но в любом случае он выполняет большую часть работы. Для семейства в целом характерно полное отсутствие гнездовой подстилки, и яйца откладываются прямо на дно дупла, где может присутствовать только древесная труха.
Демонстративное поведение типичное для всех дятлов — крики, барабанная дробь, порхание наподобие бабочки, лазание по стволу по спирали и демонстрация дупла.
В кладке 2—5 белых яиц, при этом у социальных видов их количество может быть выше, чем у ведущих одиночный образ жизни. Необычно большие кладки, до 9 яиц, отмечены у краснолицего меланерпеса. У дятлов умеренных широт в году только одна кладка, однако в случае её утраты самки откладывают повторно. Обитающие в тропиках птицы гнездятся два, а иногда и три раза в год. Насиживают оба члена пары, но ночью на яйцах всегда сидит один самец. Инкубационный период варьирует в пределах от 11 до 17 дней в зависимости от широты, высоты над уровнем моря и размера кладки. Птенцы гнездового типа, вылупляются слепыми и голыми. Период их нахождения в гнезде от трёх до пяти недель, зависит от доступности корма и температуры воздуха.

## Систематика
Род Melanerpes впервые упоминается в работе «Fauna boreali-Americana: part second, the birds» («Фауна бореальной Америки: Часть вторая, Птицы»), написанной в 1831 году английскими натуралистами Уильямом Свенсоном и Джоном Ричардсоном. Название является производным от двух древнегреческих слов — «μέλας» («мелас», чёрный) и «ἕρπω» («ерпо», ползать), что вместе можно перевести как «чёрный ползун». Согласно выводу исследователей из Американского общества орнитологов, сестринской группой по отношению к меланерпесам следует считать американских дятлов-сосунов (Sphyrapicus), а ближайшие их родственные группы — саванные (Dendropicos), трёхпалые (Picoides) дятлы и дятлы-венилиорнисы (Veniliornis). В настоящее время род насчитывает 24 вида.
| Вид                                                                      | Распространение | Статус IUCN | Изображение |
| ------------------------------------------------------------------------ | --- | ----------- | ----------- |
| Белый дятел (Melanerpes candidus) (Otto , 1796)                          | Южная Америка от Суринама, Французской Гвианы и низовьев Амазонки к югу до Боливии, Парагвая, Уругвая и северной Аргентины, к западу до восточных склонов Анд | LC          |             |
| Краснолицый меланерпес (Melanerpes lewis) (Gray , 1849)                  | Северная Америка к западу от Скалистых гор. От Британской Колумбии к югу до Нью-Мексико. Зимует в северной Мексике                                            | LC          |             |
| Гваделупский меланерпес (Melanerpes herminieri) (Lesson, 1830)           | Острова Бас-Тер и Гранд-Тер (Гваделупа) | NT          |             |
| Пуэрто-риканский меланерпес (Melanerpes portoricensis) (F. Daudin, 1803) | Пуэрто-Рико (основной остров, Вьекес) | LC          |             |
| Красноголовый меланерпес (Melanerpes erythrocephalus) (Linnaeus, 1758)   | Северная Америка от Скалистых гор к востоку до Атлантического побережья, к югу до Мексиканского залива                                                        | NT          |             |
| Муравьиный меланерпес (Melanerpes formicivorus) (Swainson, 1827)         | Запад Америки от Вашингтона к югу до Центральной Америки и северной Колумбии                                                                                  | LC          |             |
| Златохохлый меланерпес (Melanerpes cruentatus) (Boddaert, 1783)          | Южная Америка от Атлантического побережья к западу до Анд, к югу до северо-восточной Боливии и бразильского штата Мату-Гросу                                  | LC          |             |
| Желтолицый меланерпес (Melanerpes flavifrons) (Vieillot, 1818)           | Центральная и восточная Бразилия, северо-восточная Аргентина                                                                                                  | LC          |             |
| Масковый меланерпес (Melanerpes chrysauchen) Salvin, 1870                | юго-западная Коста-Рика, западная Панама | LC          |             |
| Melanerpes pulcher (P.L. Sclater, 1870)                                  | Центральная и восточная Мексика к югу до южного Перу, к западу до Анд                                                                                         | LC          |             |
| Чернощёкий меланерпес (Melanerpes pucherani) (Malherbe, 1849)            | Центральная и Южная Америка. Южная Мексика, Белиз, Гватемала, Гондурас, Никарагуа, Коста-Рика, Панама, западная Колумбия, западный Эквадор                    | LC          |             |
| Кактусовый дятел (Melanerpes cactorum) (D’Orbigny , 1840)                | центральные области Южной Америки от юго-восточного Перу до центральной Аргентины                                                                             | LC          |             |
| Гаитийский меланерпес (Melanerpes striatus) (Müller, 1776)               | Остров Гаити | LC          |             |
| Ямайский меланерпес (Melanerpes radiolatus) (Wagler, 1827)               | Ямайка | LC          |             |
| Золотощёкий меланерпес (Melanerpes chrysogenys) (Vigors, 1839)           | Юго-Западная Мексика | LC          |             |
| Серогорлый меланерпес (Melanerpes hypopolius) (Wagler, 1829)             | Юго-Западная Мексика | LC          |             |
| Melanerpes pygmaeus (Ridgway, 1885)                                      | полуостров Юкатан | LC          |             |
| Красношапочный меланерпес (Melanerpes rubricapillus) (Cabanis, 1862)     | От Белиза к югу до северной Колумбии, к востоку до Суринама                                                                                                   | LC          |             |
| Melanerpes uropygialis (Baird, 1854)                                     | юго-запад США, западная Мексика, Нижняя Калифорния | LC          |             |
| Melanerpes hoffmannii (Cabanis, 1862)                                    | Тихоокеанское побережье Центральной Америки от Гондураса к югу до Коста-Рики                                                                                  | LC          |             |
| Золотолобый меланерпес (Melanerpes aurifrons) (Wagler, 1829)             | прилегающие к Мексиканскому заливу штаты США, восточная Мексика, восточная Центральная Америка к югу до Никарагуа                                             | LC          |             |
| Melanerpes santacruzi (Bonaparte, 1838)                                  | от восточной Мексики до Никарагуа и островов Гондураса |             |             |
| Каролинский меланерпес (Melanerpes carolinus) (Linnaeus, 1758)           | восточные штаты США к западу до восточных склонов Скалистых гор, к югу до Мексиканского залива                                                                | LC          |             |
| Багамский меланерпес (Melanerpes superciliaris) (Temminck, 1827)         | Куба, Багамские и Каймановы острова | LC          |             |